# Куграт
Куграт або Кьограт (нім. Kuhgrat) — гора в Ліхтенштейні, висотою — 2 123 м. Ця гора належить до гірського масиву Ретікон в Східних Альпах, поблизу австійсько-ліхтенштейнського пограниччя.
Гора розташована в східній частині Ліхтенштейну. 11+км від столиці країни — Вадуца, в її підніжжі розкинулася комуна-община Планкен.